# São Bento do Trairí
São Bento do Trairí är en kommun i Brasilien.   Den ligger i delstaten Rio Grande do Norte, i den östra delen av landet, 1 700 km nordost om huvudstaden Brasília. Antalet invånare är 3 909.
Omgivningarna runt São Bento do Trairí är huvudsakligen savann. Runt São Bento do Trairí är det ganska glesbefolkat, med 40 invånare per kvadratkilometer.